# Östergötlands runinskrifter 152
Östergötlands runinskrifter 152, Ög 152, är en vikingatida runsten i Furingstads socken i Norrköpings kommun. Den står vid Stora Agetomta gård, 2 kilometer sydväst om sockenkyrkan. Den påträffades 1906 i gårdens källarmur, då denna revs. Stenen, som är av ljusröd flammig granit, bestod då av sex delar. Den lagades och restes 1941. Höjden är hela 3,85 meter och bredden 65–100 cm. Runslingan är utformad som en drakliknande orm, vars huvud ses från sidan. Djurets huvud fjättrat till dess svans. Högt uppe på ristningssidans inneryta finns ett kors och vid dettas fot står inskriftens sista ord. Att rundjurets huvud är avbildat i profil är en egenskap som i tid vill placera ristningens tillkomst till något eller några decennier in på 1000-talet. (Se runstensstilar.)

## Translitterering
I translittererad form lyder stenens inskrift:
[: iluhi : l]it : raisa : stain : þina : aeftiR : sihstain : faþur:faþur : sin : leti : kuþ : saul :* hans :

## Översättning
Översatt till nutida svenska blir detta:
"Illuge lät resa denna sten efter Sigsten, sin farfader. Lättnad give Gud åt hans själ!"